# فيصل حكومي
فيصل حكومي، لاعب كرة قدم سعودي .
لعب سابقاً في النادي العربي و انتقل إلى نادي المزاحمية عام 2015 و لعب معهم موسمين و بعدها إنتقل إلى نادي الحجاز و لعب معهم موسم و بعدها عاد إلى نادي المزاحمية .